# 透析 (生物化學)
在生物化学中， 透析（Dialysis）过程是利用不同分子擴散性質的差異而分離溶液中的分子 ，通常藉由一層半渗透膜（如透析管）工具達成。
透析是常見的实验室技术，與醫學上人工透析（洗腎）使用同樣的原理。透析常用於去除不需要的小分子，例如盐，還原劑、染料並保留较大分子，例如 蛋白质, DNA，或者多糖。 透析也時常被用于緩衝液交換和药物研究。

## 参看
- 渗析
- 血液透析
- 渗透
- 腹膜透析